# Fenghuang

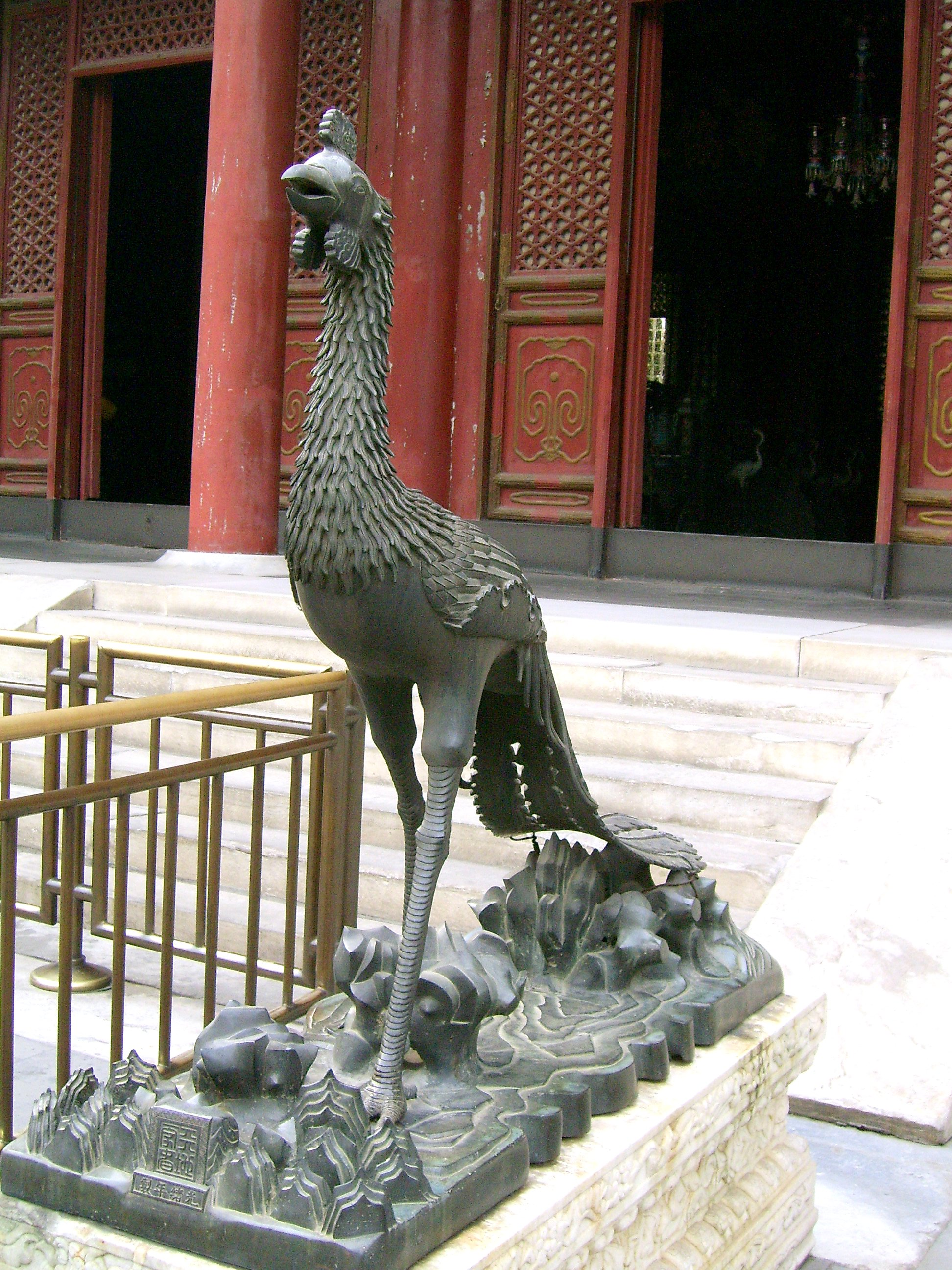
Fenghuang em um templo taoista

Fenghuang (chinês tradicional: 鳳凰, pinyin: fènghuáng, chinês simplificado: 凤凰) são pássaros chineses mitológicos que reinam sobre todos os outros pássaros. Os machos são chamados de Feng e as fêmeas de Huang; Em tempos modernos, entretanto, tal distinção de gênero não é feita mais e Feng e Huang são unidos em uma entidade feminina única para que o pássaro possa ser comparado com o dragão chinês, que tem conotações masculinas. O Fenghuang também é chamado de " Galo de Agosto" (chinês tradicional: 鶤雞; pinyin: o kūnjī) já que ele às vezes toma o lugar do Galo no zodíaco chinês. No mundo ocidental, é comumente tratado como a fênix chinesa.
São conhecidos em japonês como hoo.

## Aparência
É comum um retrato dele atacando cobras com suas garras com suas asas estendidas, diz-se que Fênix seja composto do bico de um galo, a face de uma andorinha, a testa de uma ave, o pescoço de uma cobra, o peito de um ganso, as costas de uma tartaruga, o traseiro de um veado adulto e o rabo de um peixe.Hoje, contudo, muitas vezes é descrito como um composto de muitos pássaros inclusive a cabeça de um faisão dourado, o corpo de um pato mandarim, o rabo de um pavão, as pernas de um gruidae, a boca de um papagaio, e as asas de um trago.

## Origem

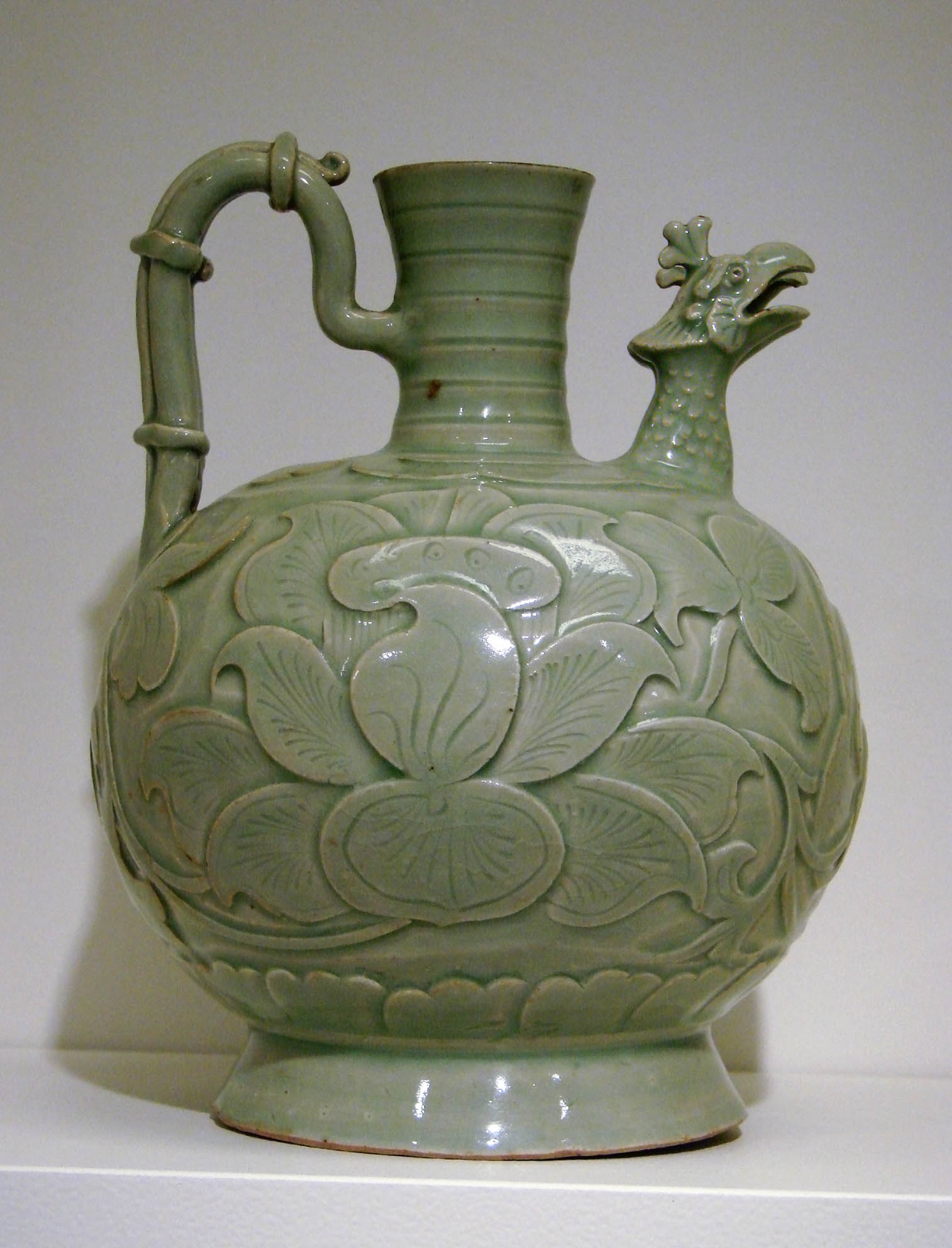
Um vaso com a cabeça d euma fênix, arenito cinza com revestimento de celadon, da dinastia Song, última metade do século X.

As imagens de um pássaro antigo apareceram na China durante mais de 7,000 anos, o primeiro como motivos de cerâmica da dinastia Shang,então apareceu em decorações de bronzes, bem como estatuetas de jade (muitos dos mais belos do Período Liao). Alguns acreditam que eles podem ter sido um totem de boa sorte, acreditando que ele é um totem de tribos orientais na China antiga. Teorias atuais [carece de fontes?] sugerem que seja provavelmente baseado em parte - por exemplo o pescoço parecido de uma cobra - na memória folclórica do Avestruz Asiático que era comum na China pré-histórica mas se extinguiu há vários mil anos. Que este pássaro era bem conhecido dos primeiros seres humanos modernos na Ásia, notada pela sua peculiaridade, e caçada por comida, é atestado por achados arqueológicos numerosos, como cerâmica decorada com o que parece ser avestruzes pintados, e ossos por primeiras áreas de acampamento.
O Fenghuang parece não ter nenhuma conexão com a fênix do mundo ocidental, que deriva da mitologia egípcia. Peculiarmente, a fênix  "ocidental" (de fato: do egípcio antigo) também pode ser parte de uma referência a um pássaro pré-histórico, a garça benu. Diferentemente do Fenghuang, que é uma quimera não muito como qualquer pássaro real (embora os elementos de um galo e ave terrestre cursória provavelmente melhor interpretado como um avestruz sejam reconhecíveis), a fênix egípcia era um animal bastante convencional muitas vezes considerado semelhante a uma garça ou águia que "simplesmente" teve um estilo de vida sobrenatural.
Durante a dinastia Han (há 2,200 anos) duas fênix,  um macho (feng, 鳳) e o outro uma fêmea (huang, 凰) muitas vezes eram mostrados em conjunto enfrentando um outro. Depois, durante a dinastia Yuan os dois termos foram fundidos para transformar a "fênix" geralmente traduzida, mas o "Rei dos Pássaros" veio para simbolizar a Imperatriz quando juntado com um dragão já que o dragão representava o Imperador. Do período do Imperador Jiajing (1522-66) em, um casal de fênix foi diferenciado pelas penas de rabo dos dois pássaros (tipicamente em conjunto formando-se um modelo de círculo fechado - o macho identificado por cinco penas de rabo serrilhadas (cinco sendo um ímpar, ou número yang) e a fêmea pelo que parece ser um, mas é de fato, dois (dois sendo um até, ou número yin) com as penas do rabo crespas ou frizadas. Ela esteve também na Dinastia Ming que as fênix começaram a aparecer primeiro com pentes, depois fênix sem pente que são pré-Ming, e fênix representadas com pentes, Ming ou pós-Ming.
A fênix representava o poder enviado dos céus à Imperatriz. Se uma fênix fosse usada para decorar uma casa ela simbolizava que a lealdade e honestidade estavam nas pessoas que viviam lá. Ou alternativamente, a fênix só fica quando o soberano não tem maldade e corrupção (政治清明).

## Significado
A Fenghuang tem conotações muito positivas. Ela é um símbolo de alta virtude e graça. A Fenghuang também simboliza a união de yin yang. Aparece em tempos pacíficos e prósperos mas se esconde quando o problema está perto. Shan Hai Jing - capítulo 1 Nanshan Jing registra que cada parte do corpo da Fenghuang simboliza uma palavra, a cabeça representa a virtude (德), a asa representa o dever (義), as costas representam a adequação (禮), o abdome diz fé (信) e o peito representa a clemência (仁).
Na China antiga, elas muitas vezes podem ser encontradas nas decorações de casamentos ou realeza, junto com dragões. Isto é porque os chineses consideravam o dragão e a fênix um símbolo de relações felizes entre marido e esposa, outro yin comum e metáfora yang.

## Uso moderno
- "Garra de Fèng" (鳳爪) é um prato chinês de pés de frango cozidos em um molho de feijão preto.
- "Fènghuáng" é um elemento comum nos nomes de meninas chinesas (de mesmo modo, "dragão" para nomes de meninos).
- "Crianças dragão e Fèng" (龍鳳胎) é uma expressão que significa um casal de menino e menina gêmeos.
- A Fenghuang é também um condado na província Hunan ocidental da China, outrora uma subprefeitura. Seu nome é escrito com os mesmos caracteres chineses que o pássaro mitológico.
- Na Coréia, era usada para o emblema real ou o emblema presidencial.
- O Pássaro Cinabrino do Sul, um dos quatro símbolos (Ssu Ling) do mito chinês, é às vezes confundido pelo Fenghuang, quando na verdade, eles são duas entidades separadas.